# Облога Петропавловська
Облога Петропавловська — військова операція на Тихоокеанському театрі Кримської війни.
Велика Британія втратила 105 людей вбитими та пораненими, Франція — 104 людини. Жертви з російського боку оцінюються у 115 солдатів і моряків, що загинули або отримали серйозні поранення.

## Передумови
Основною турботою англо-французьких союзників було те, що крейсери російської Сибірської флотилії діятимуть проти британської та французької торгівлі в цьому районі.
Ескадра союзників зосередилася в Гонолулу і 25 липня 1854 року вирушила у полювання на російські кораблі. Їх першою метою був Ново-Архангельськ (зараз місто Сітка на Алясці), що був легко взятий, але російських військових кораблів у місті не було. Тому ескадра відплила до Петропавловська.
Захистом міста керували військовий губернатор Камчатки генерал-майор В. С. Завойко і командир фрегата «Аврора» капітан-лейтенант І. Н. Ізильметьєв. Гарнізон налічував понад тисячу осіб, у бухті знаходилися фрегат «Аврора» і військовий транспорт «Двіна», на кораблях і 7 берегових батареях було 67 гармат.

## Бойові дії
17 серпня англо-французька ескадра (3 фрегати, 1 корвет, 1 бриг, 1 пароплав, 218 гармат) під командуванням контрадмірала Прайса і контрадмірала Февріє де Пуанта з'явилася перед Петропавловськом і 18 серпня кинула якір в Авачинській бухті.
Росіяни вивели свої кораблі за сильно укріплену косу в бухті.
20 серпня, придушивши вогонь двох батарей, союзники висадили десант на південь від міста, але російський загін контратакою скинув його в море.
24 серпня союзна ескадра розгромила 2 батареї на півострові і висадила чималий десант західніше і на північний захід від міста. Захисники Петропавловська затримали противника, а потім контратакою відкинули його.
27 серпня союзна ескадра покинула район Петропавловська, задовольнившись перехопленими на виході з бухти шхуною «Анадир» та комерційним кораблем Російсько-американської компанії «Сітка». «Анадир» був спалений, а «Сітка» взята як приз.
У квітні 1855 через відсутність військ і сил флоту Петропавловськ був евакуйований та спалений за наказом іркутського генерал-губернатора М. М. Муравйова.
8 (20) травня 1855 року об'єднана англо-французька ескадра з п'яти французьких та дев'яти англійських вимпелів зайшла в Авачинську бухту. Було виявлено, що Петропавловська більше не існує — обороні споруди були зриті, а місто спалено.